# Іван Церович
Іван Церович (нар. 1 березня 1982) — колишній хорватський тенісист.
Найвищу одиночну позицію світового рейтингу — 280 місце досяг 5 травня 2008, парну — 228 місце — 26 грудня 2005 року.
Завершив кар'єру 2011 року.

## Титули на челленджерах

### Парний розряд: (1)
| Ранг | Рік  | Турнір                | Покриття | Партнер       | Суперники                    | Рахунок  |
| ---- | ---- | --------------------- | -------- | ------------- | ---------------------------- | -------- |
| 1.   | 2005 | Самарканд, Узбекистан | Ґрунт    | Петар Попович | Олексій Кедрюк Орест Терещук | 6–3, 6–0 |